# Frans Francken II.
Frans Francken II. také Frans Francken mladší (1581, Antverpy – 6. května 1642, Antverpy) byl vlámský malíř a nejznámější člen velké rodiny Franckenů, umělecké dynastie. Frans Francken II. byl synem Franse Franckena I. Maloval nejen velké oltářní obrazy ale byl známý i malými a decentními kabinetními obrazy či obrazy uměleckých galerií. Pro svá díla si vybíral i historická či mytologická témata a alegorie. Hrál důležitou roli ve vývoji vlámského umění v první polovině 17. století. Inovoval mnoho malířských žánrů a zaváděl do malby nová témata. Často spolupracoval s předními antverpskými umělci své doby.

## Životopis

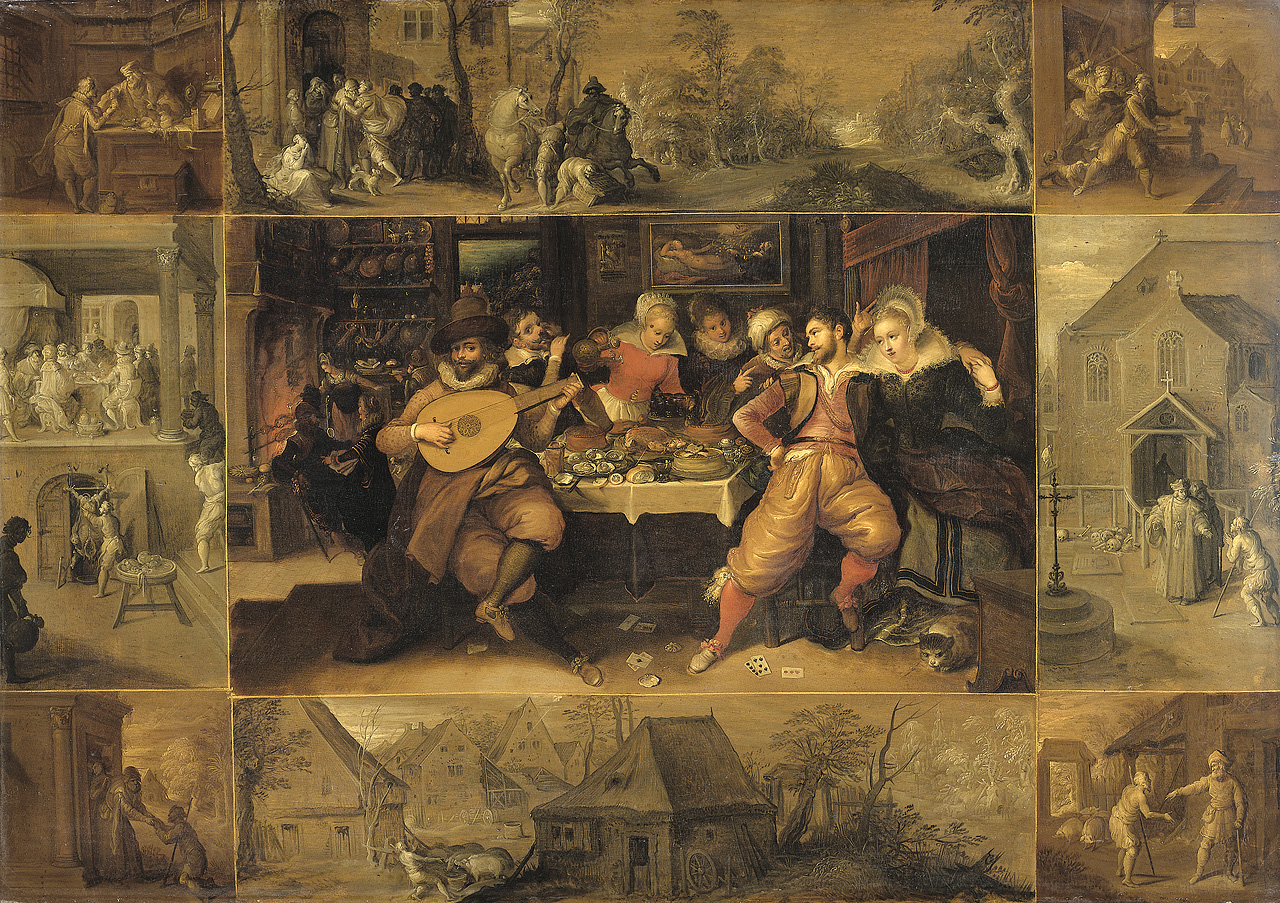
Příběh marnotratného syna, olej na dřevě, Rijksmuseum, 61 x 85 cm

Frans Francken II. se narodil v Antverpách jako syn Franse Franckena I. a Elisabeth Mertens. Jeho otec se učil malířskému řemeslu u předního antverpského malíře a jednoho z nejdůležitějších tvůrců oltářních obrazů své doby ve Flandrech Franse Florise. Frans Francken II. se učil malovat u svého otce Franse Franckena I. Frans Francken II. pravděpodobně také studoval spolu se svým bratrem Hieronymem Franckenem II. nějaký čas v Paříži u svého strýce Hieronyma Franckena I.
Po návratu do Antverp Frans zřejmě nejprve pracoval v rodinné dílně. V roce 1605 se stal mistrem v antverpském cechu svatého Lukáše. V roce 1616 se stal cechovním jáhnem. Jeho talent byl uznáván od útlého věku. Stal se velmi úspěšným umělcem a provozoval velkou dílnu ve které bylo vytvářeno mnoho kopií jeho původních kompozic. Již v roce 1607 si mohl koupit dům v centru města, kde žil a kde si založil ateliér. Dne 8. listopadu 1607 se Frans Francken oženil s Elisabeth Plaquet „se zvláštním svolením biskupa“. Nejspíše to souviselo se skutečností, že jejich prvorozený syn se narodil před koncem roku 1607. Syn dostal stejné jméno jako jeho otec a dědeček. Byl známý jako Frans Francken III. a jako umělec si později vysloužil přezdívku Rubense Francken pro nepopiratelný vliv Rubensova stylu na jeho práci. Manželům Franckenovým se narodili tři chlapci, pokračovatelé malířské dynastie: Frans, Hieronymus a Ambrosius a pět dívek.
Mezi žáky Franse Franckena II. patřili Daniel Hagens (1616/17), Monogrammist N.F., jeho bratr Hieronymus a jeho syn Frans Francken III.

## Dílo

### Vlastní
Frans Francken byl všestranný umělec, pracoval v mnoha žánrech a zaváděl nová témata do vlámského umění. Mnohé jeho obrazy jsou malé historické, alegorické a biblické malby s důrazem na zobrazení postav. Byl inovátorem a propagátorem nových témat, která se stala populární ve vlámské malbě, jako jsou například žánrové scény, nebo tzv. "opičí scény" také označované jako singeries, a obrazy uměleckých sbírek tzv. Kunstkammer. Ty ukazovaly sbírky s mnoha obrazy, s bohatými ukázkami přírodních a uměleckých pokladů. Frans Francken představil mnoho dalších neobvyklých témat, která se později stala populární, například Triumphal Procession of Amphitrite nebo Croesus and Solon. Také namaloval sérii obrazů zobrazujících čarodějnice a čarodějnictví, včetně obrazů čarodějnických rituálů či sabatů.
Do doby než jeho otec Frans Francken I. v roce 1616 zemřel, podepisoval Frans Francken II. svá díla „de jonge Frans Francken“ („mladý Frans Francken“). Po roce 1620, po smrti otce se podepisoval jako „de oude Fr. Francken („starý otec Francken“), aby se odlišil od svého syna Franse Franckena III. Jeho otec také začal podepisovat své obrazy „den oude Frans Francken“ („starý Frans Francken“) poté, co Frans Francken mladší začal působit jako umělec.
Obrazy Franse Franckena II. jsou v majetku mnoha významných muzeí v Evropě.

### Spolupráce
Francken byl obzvláště zručný v malování postav, což potvrzují některé jeho portréty, které Anthonis van Dyck převedl do rytin a které nesou latinský nápis: „ANTVERIÆ PICTOR HVMANARVM FIGVRARVM“ (Antverpský malíř postav). Francken byl často zván aby domaloval figury do kompozic jiných umělců specializovaných na krajinu jako byli Tobias Verhaecht, Abraham Govaerts a Joos de Momper, či specialisté na architekturu interiéru kostelů jako malíři Pieter Neeffs starší, Pieter Neeffs mladší, Hendrik van Steenwijk I, Paul Vredeman de Vries a Bartholomeus van Bassen nebo malíři zátiší s květinami jako Jan Brueghel starší a Andries Daniels.

### Alegorie

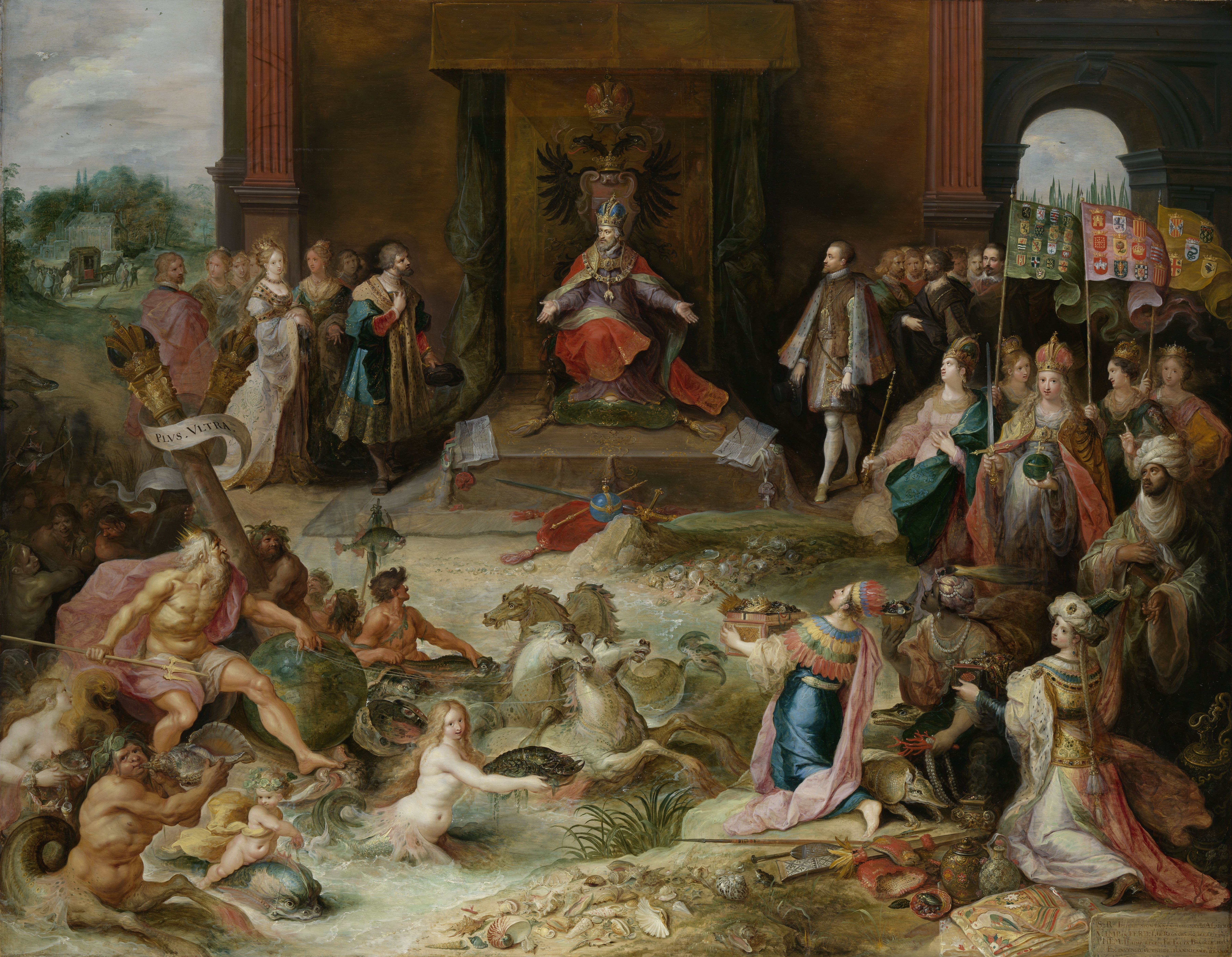
Alegorie abdikace císaře Karla V. v Bruselu

Velkou část díla Franse Franckena II. tvořily alegorické obrazy. Příkladem je alegorie o abdikaci císaře Karla V. v Bruselu (Rijksmuseum) Allegory on the Abdication of Emperor Charles V in Brussels . Kompozice je alegorickým znázorněním abdikace císaře rozdělujícího svou říši po nepřetržitém válčení a jeho špatném zdravotním stavu. Císař sedí na svém trůnu, kolem něho jsou jeho budoucí nástupci Ferdinand I. a Filip II. Před Filipem klečí postavy jako personifikace jednotlivých říšských území se svými vlajkami. V popředí nabízejí císaři dary postavy zosobňující kontinenty: personifikace Ameriky, Afriky, Evropy a Asie. Vlevo jede Neptun na svém triumfálním voze taženém mořským koněm, doprovázený mořskými muži, mořskými pannami a tritony. Na voze veze Neptun globus a dva sloupy a prapor s nápisem Plus Ultra.
Další alegorickou malbou je kompozice Věčné dilema lidstva:Volba mezi ctností a neřestí (Mankind's Eternal Dilemma: The Choice Between Virtue and Vice). Obraz byl namalován pravděpodobně při příležitosti svatby a kombinuje mytologickou a křesťanskou symboliku. Představuje věčnou volbu lidstva mezi ctností a neřestí a zobrazuje tři oblasti nebe, země a pekla.

### Singerie
Frans Francken přispěl k rozvoji žánru „opičí scény“, nazývané také „singerie“ (slovo, které ve francouzštině znamená „komická grimasa, chování nebo trik“). Komické scény s opicemi, které se objevují v lidském oděvu a v lidském prostředí, jsou obrazovým žánrem, který se objevil ve vlámské malbě v 16. století a rozvinut v 17. století.
Vlámský rytec Pieter van der Borcht ukázal "singerie" jako nové téma kolem roku 1575 v sérii tisků s odkazem na uměleckou tradici Pietera Bruegela staršího. Tisky byly velmi oblíbené a téma se stalo populární i mezi dalšími vlámskými umělci. Prvním kdo se nového námětu chopil byl právě Frans Francken II., který hrál důležitou roli ve vývoji žánru. Dalšími antverpskými umělci, kteří si tento žánr oblíbili byli Jan Brueghel starší a Jan Brueghel mladší, Sebastiaen Vrancx a Jan van Kessel starší. David Teniers mladší se stal hlavním propagátorem žánru a dále ho rozvíjel se svým mladším bratrem Abrahamem Teniersem. Později v 17. století začal tyto „opičí scény“ malovat i Nicolaes van Verendael.

### Obrazy galerií
Frans Francken mladší a Jan Brueghel starší byli prvními umělci, kteří ve kolem roku 1620 malovali obrazy sbírek umění a kuriozit, jako byly Kabinety kuriozit. Obrazy v kabinetech jsou umístěny ve velkých místnostech, v elegantním prostředí je zde vystaveno mnoho obrazů a dalších vzácných předmětů. Nejstarší práce v tomto žánru zobrazovaly umělecké předměty spolu s dalšími předměty, jako jsou vědecké nástroje nebo zvláštní přírodní exempláře. Na některých galerijních obrazech jsou zobrazeny i portréty majitelů nebo sběratelů uměleckých předmětů nebo umělců při práci.
Obrazy jsou plné symboliky a alegorií a jsou odrazem intelektuálních myšlenek doby, včetně kultivování lidstva a důrazu na význam vědomostí. Žánr se stal okamžitě velmi populárním a následovali ho další umělci jako Jan Brueghel mladší, Cornelis de Baellieur, Hans Jordaens, David Teniers mladší, Gillis van Tilborch a Hieronymus Janssens.

### Květinové obrazy

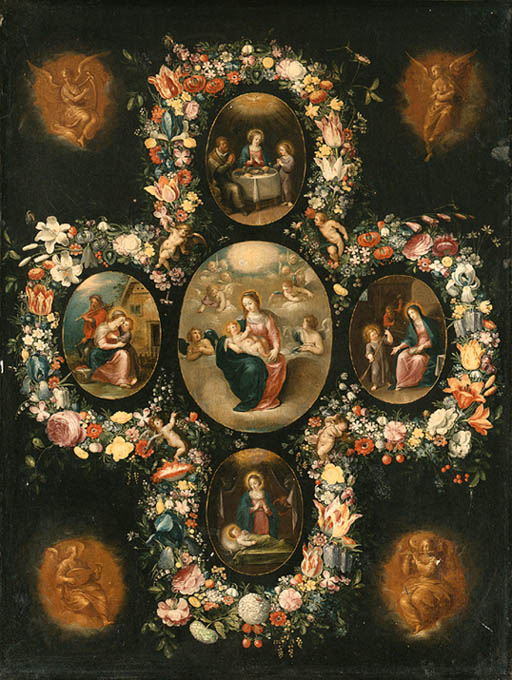
Panna a dítě obklopená výjevy ze života Kristova, 126,4 cm; Šířka: 95,2 cm

Frans Francken při malování girlandových obrazů často spolupracoval se specialisty na zátiší, jako byli Andries Daniels, oba Brueghelové a Philips de Marlier. Girlandové obrazy jsou zvláštním typem zátiší vyvinutého v Antverpách umělci jako Jan Brueghel starší, Hendrick van Balen, Andries Daniels, Peter Paul Rubens a Daniel Seghers. Typicky zobrazují květinový věnec kolem uctívané osoby. Tento žánr byl inspirován kultem úcty a oddanosti Panně Marii, který převládal u habsburského dvora (tehdy vládců nad jižním Nizozemskem) a obecně v Antverpách.
Girlandové obrazy byly obvykle výsledkem spolupráce mezi malíři zátiší a malířem figur. Při spolupráci na girlandových obrazech Francken namaloval ústřední postavu a malíř zátiší domaloval věnec. Spolu s Andriesem Danielsem Frans Francken dále rozvíjel žánr girlandových obrazů a vytvořil mnoho zvláštních forem, mezi nimi girlandy kolem medailonů s růžencem.

### Náboženské obrazy
Později Francken maloval velké oltářní obrazy. V těchto dílech už není tak znát Rubensův vliv na jeho styl, který byl příznačný pro vlámské umělce té doby. Jeho náboženská díla jsou více zpracována ve stylu jeho otce. Mezi jeho nábožensky tematická díla patří neobvyklé a stylisticky „reakční“ malby biblických scén, které jsou ze všech stran rámovány menšími scénami v grisaille. Rám grisaille odráží renesanční církevní portál. Každá scéna grisaille má svou vlastní naturalistickou perspektivu a ve výsledku poskytují kompozice zvláštní směs trojrozměrného naturalismu a archaické plochosti. Francken použil tuto archaizační techniku do 20. let 16. století. Tento styl pravděpodobně vynalezl v 16. století vlámský malíř Gillis Mostaert. Některá díla Mostaerta v tomto stylu byla mylně přisuzována Franckenovi
Příkladem jednoho z těchto děl je Příběh marnotratného syna (Parable of the Prodigal Son) (Rijksmuseum, Amsterdam). Panel zobrazuje různé scény z podobenství o marnotratném synu z křesťanské Bible. Podobenství líčí příběh otce se dvěma syny. Mladší syn žádá o dědictví a poté, co promarnil své jmění (slovo „marnotratný“ znamená „zbytečně extravagantní“), strádá a musí žít v bídě. Vrací se domů s úmyslem prosit svého otce, aby z něj udělal jednoho ze svých najatých služebníků. Jeho otec ho vítá zpět a slaví jeho návrat, ale starší syn se odmítá účastnit. Uprostřed kompozice Francken zobrazuje scénu marnotratného syna během jeho divokých dnů extravagantního života v nichž promarnil své dědictví. Kolem této centrální scény jsou zobrazeny další scény příběhu v menším měřítku a v grisaille.

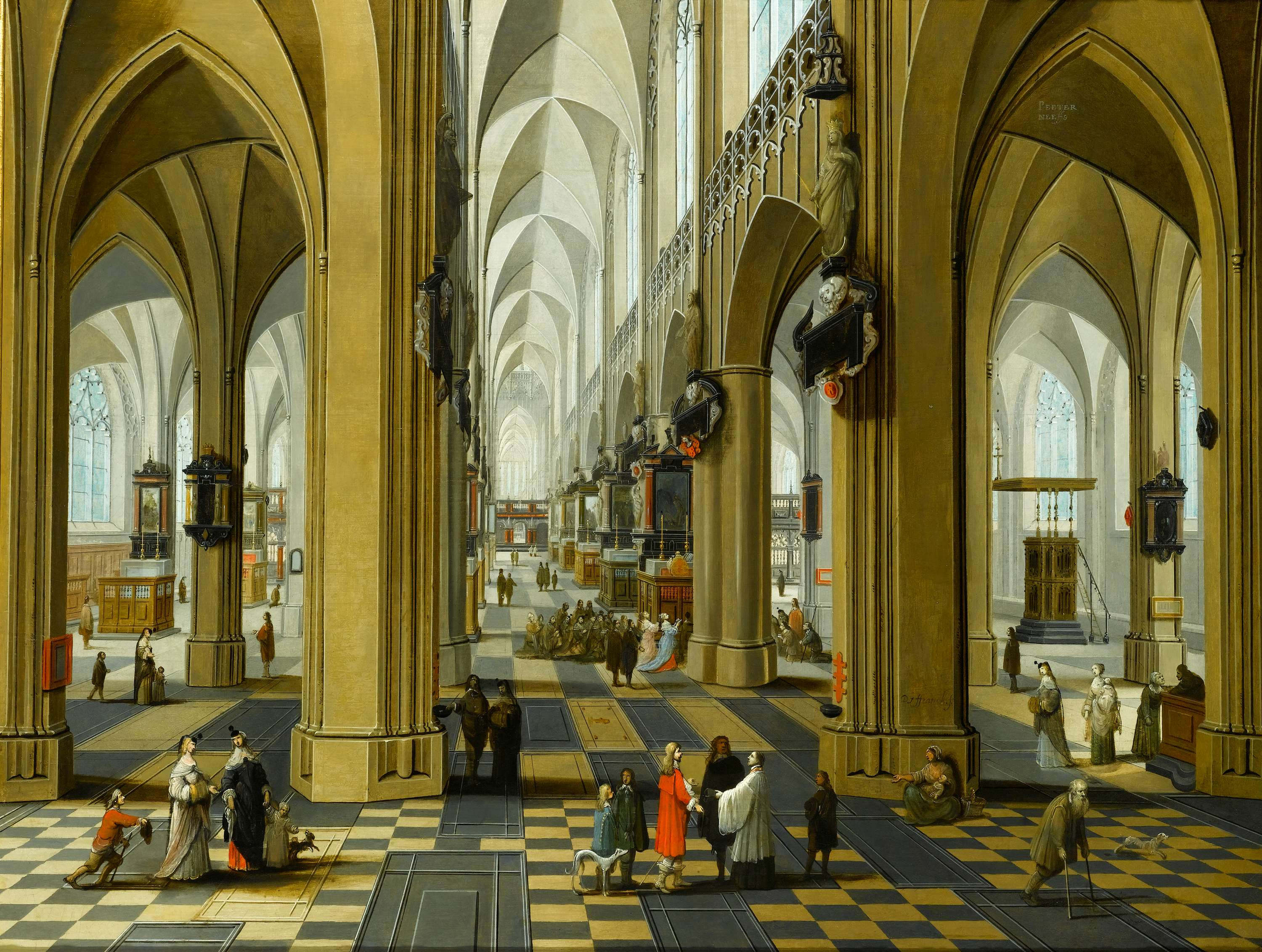
Interiér kostela s elegantními postavami, spolupráce s Pieterem Neeffsem, (podpis vpravo nahoře), 50,5 x 66,0 cm
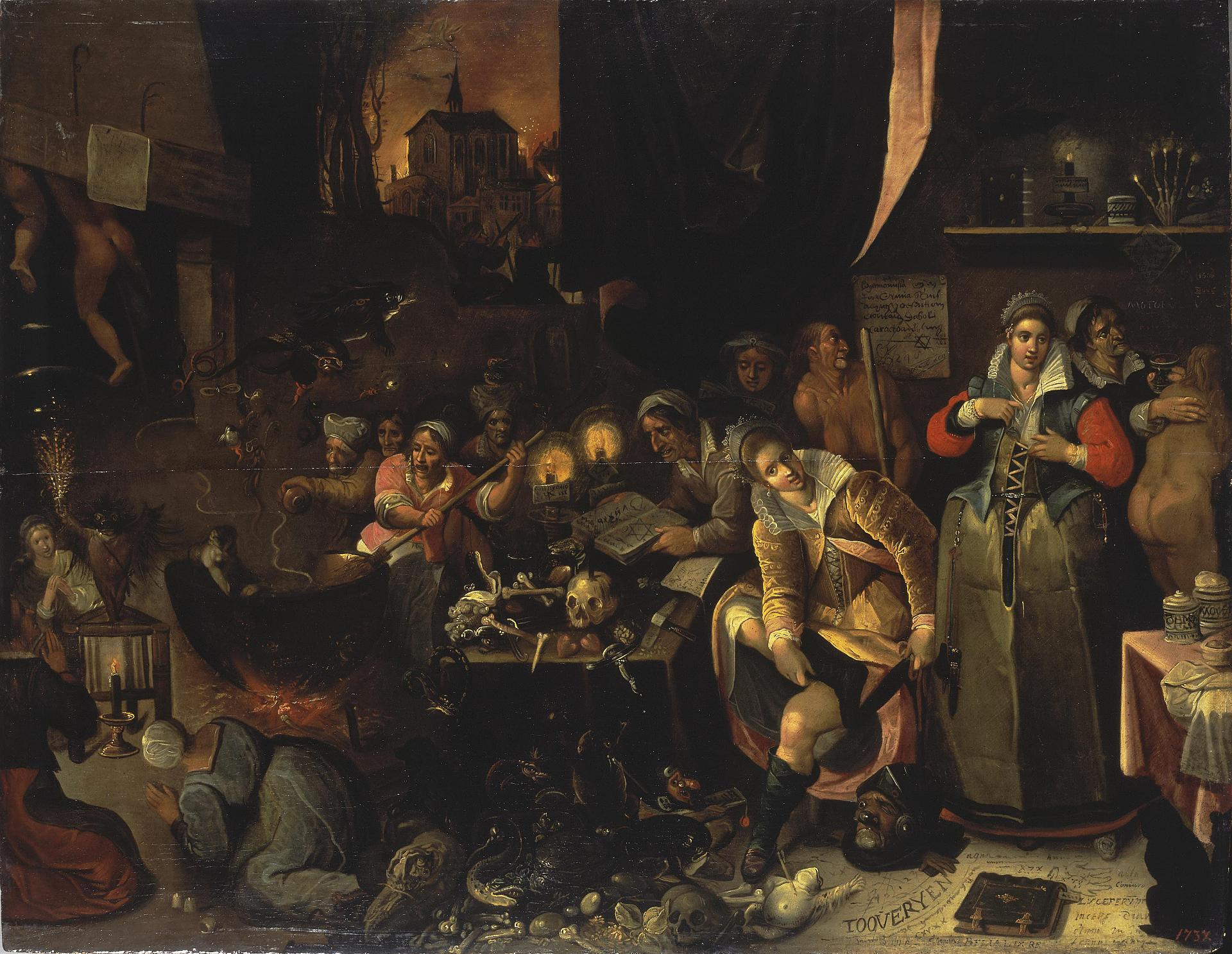
Čarodějnická kuchyně, sabat čarodějnic, olej na dřevě, 54,5 x 66,5 cm, Ermitáž
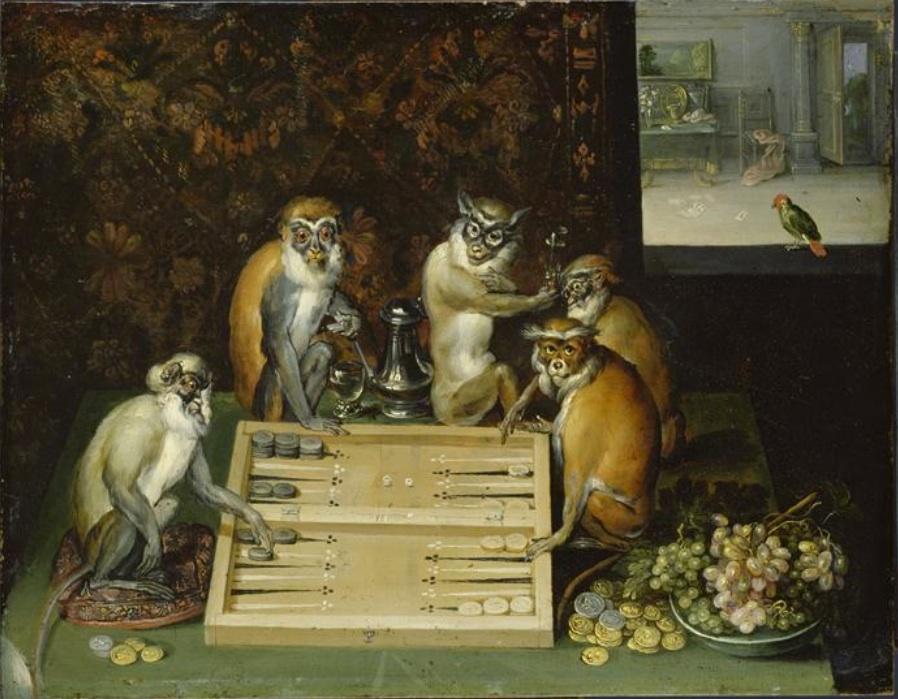
Opice hrající begemon, olej na mědi, 18,0 x 2,7 cm
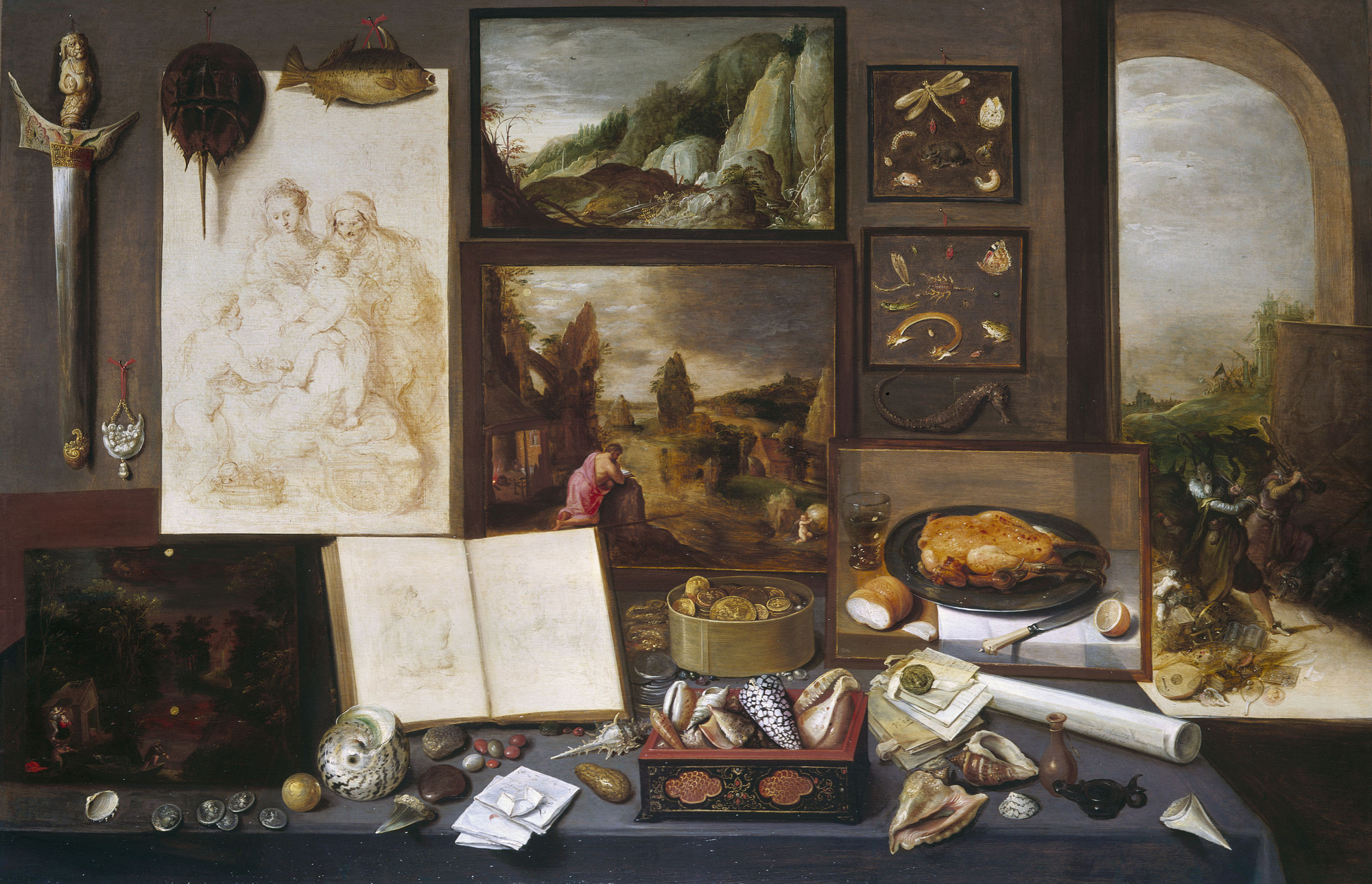
Kabinet kuriozit, 76,7 x 119,1 cm, Královská sbírka, Londýn